# Obadja
| Zwölfprophetenbuch des Tanach                                                                            |
| --- |
| - Hosea - Joel - Amos - Obadja - Jona - Micha - Nahum - Habakuk - Zefanja - Haggai - Sacharja - Maleachi |
| Namen nach dem ÖVBE                                                                                      |

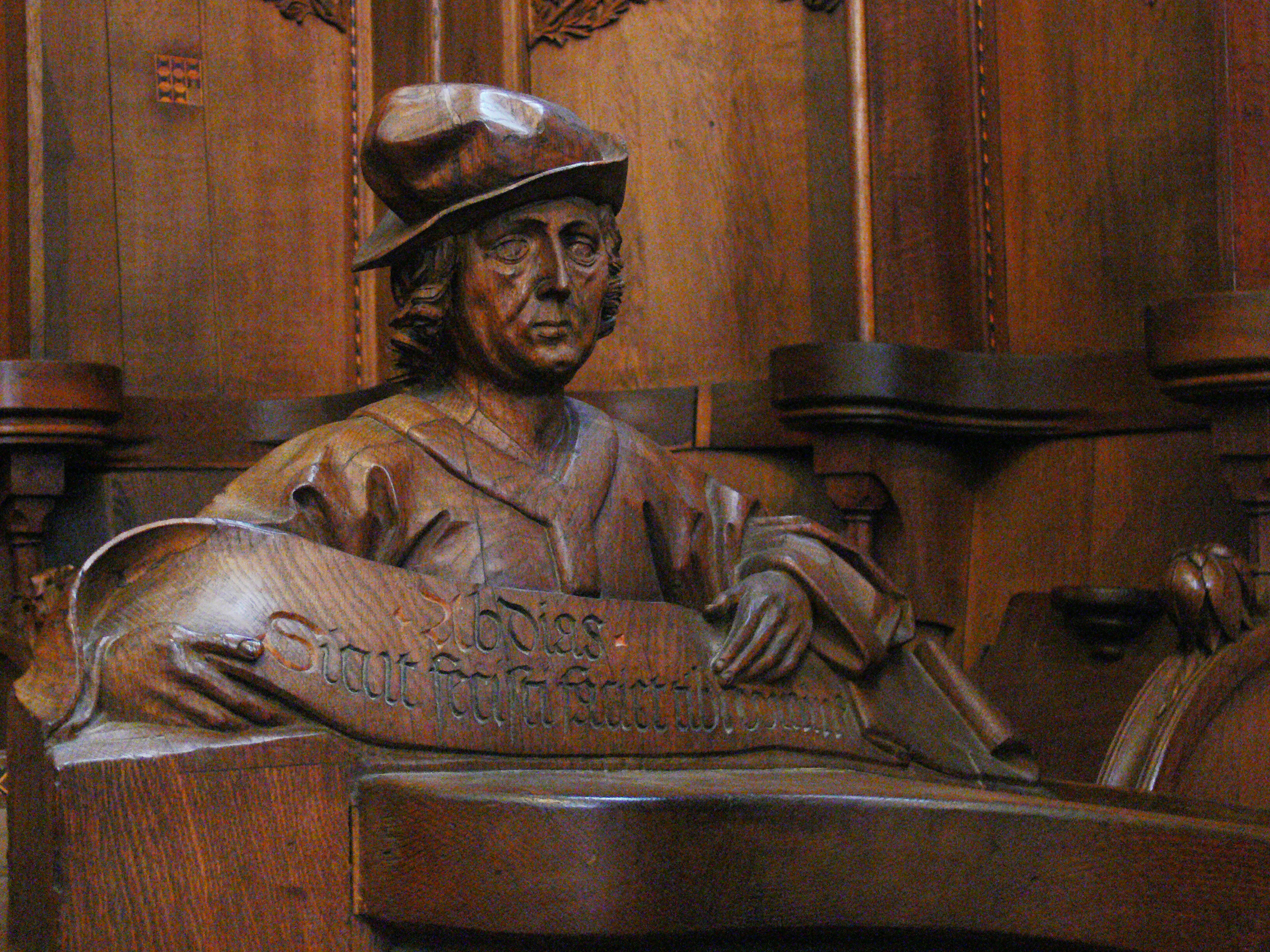
Jörg Syrlin der Jüngere: Der Prophet Obadja (Detail des Chorgestühls der Klosterkirche Blaubeuren, 1493)

Obadja (hebräisch עֹבַדְיָה ‘Ovadjāh) heißt ein biblischer Prophet und seine Schrift im Tanach. In der griechischen Septuaginta hat das Buch den Titel altgriechisch Αβδιου Abdiou und in der lateinischen Vulgata Abdiae.
Seine Schrift gehört zum Zwölfprophetenbuch. Sie ist mit 21 Versen das kürzeste Buch des Tanach.

## Text und Aufbau
Das Buch ist wegen seiner Kürze nicht in Kapitel unterteilt, sondern nur in Verse, wie sie seit der Zeit der Masoreten üblich sind:
Drohendes Gericht über Edom (1–9 )
Edoms Verhalten gegen Juda (10–16 )
Die zukünftige Wiederherstellung Israels (17–21 )
Das Buch Obadja weist wörtliche Übereinstimmungen mit Jeremia 49  auf, was auf eine literarische Abhängigkeit schließen lässt. Während die Mehrzahl der Ausleger von Obadja als dem Primärtext ausgehen, sehen u. a. Arndt Meinhold und Jörg Jeremias Obadja als Fortschreibung von Jeremia an.

## Entstehung

### Verfasser
Der Name „Obadja“ bedeutet „Knecht JHWHs“. Dieser Name kommt im Tanach mehrfach vor und bezeichnet insgesamt zwölf verschiedene Personen, aber es gibt keinen Hinweis darauf, dass der Prophet mit anderen Trägern dieses Namens identisch wäre, zumal die meisten Erwähnungen sich nur in Abstammungslisten finden. Georg Fohrer nahm an, dass das kurze Prophetenbuch zunächst ohne Verfassernamen tradiert worden sei und nachträglich der aus 1 Kön 18,3–16  bekannte Palastvorsteher König Ahabs namens Obadja als Verfasser in Obd 1 eingesetzt worden sei. Das ist aber ebenso unwahrscheinlich wie die Identifikation des Verfassers mit dem in 2 Chr 17,7  genannten Obadja, einem Prinzen am Hof des Königs Joschafat. Über den Propheten Obadja ist also nur bekannt, was sich aus seinem Buch ergibt. Er stammte demnach aus Juda.

### Datierung

#### Mehrheitsmeinung
Wie auch bei anderen Prophetenbüchern, unterscheiden viele Exegeten bei dem kurzen Obadjabuch zwischen dem ältesten Teil, der dem Propheten Obadja zugeordnet wird, und späteren Fortschreibungen.

##### Der Prophet Obadja und seine Schrift
Viele historisch-kritische Exegeten gehen davon aus, dass Obadja nach der Eroberung und Zerstörung Jerusalems durch König Nebukadnezar II. von Babylon im Jahr 587 v. Chr. auftrat, vgl. Obd 11 . Das Jahr 587/586 v. Chr. als terminus post quem für das Obadjabuch wird u. a. vertreten von Alfons Deissler, Rolf Rendtorff, Werner H. Schmidt, Konrad Schmid, Johan Renkema, der zustimmend Wilhelm Rudolph zitiert: „Das Herumsuchen nach anderen Katastrophen Jerusalems, auf die V. 10–14 passen könnte, war ja sowieso vergebliche Liebesmühe, da es vor 70 n. Chr. in der Geschichte Jerusalems kein entsprechendes Ereignis gibt.“ Während Rudolph Obadja für einen Augenzeugen der geschichtlichen Ereignisse hält, dessen Schrift seine persönliche Betroffenheit erkennen lasse, und auch Otto Eißfeldt die Verse 1–14.15b bald nach 587 ansetzt, datiert Jörg Jeremias das Obadjabuch deutlich später und sieht im Verfasser den ersten Vertreter „schriftgelehrter Prophetie“, wie sie auch bei Joel und Deuterosacharja begegne. Auch Eißfeldt nimmt für das Buch als Ganzes die Endfassung in einer späteren Zeit an, da die Verse 15.16–18 und 19–21 „einer oder vielmehr zwei späteren Händen zuzuweisen“ seien. Eine genauere Ansetzung sei nicht möglich.
Hans Walter Wolff sah in Obadja einen Kultpropheten. Nach dem Fall Jerusalems im Jahr 587 hätte sich die Bevölkerung schon bald zu Klage- und Bußliturgien zusammengefunden (vgl. Sach 7,3.5 ; Sach 8,19 ), und bei solchen religiösen Treffen sei auch Obadja öffentlich aufgetreten und habe eine Wende zum Besseren, nämlich die Bestrafung der Edomiter, angekündigt. Johan Renkema wendet dagegen ein, dass die Kultpropheten durch die Zerstörung Jerusalems und des Tempels alle Glaubwürdigkeit eingebüßt hätten und die jüdische Bevölkerung eher einem früheren Unheilspropheten vertraut hätte (vgl. Klgl 2,17 ).
Als erster hat Julius Wellhausen vorgeschlagen, das Obadja-Buch „aus dem 5. Jh., also der Zeit, da die Araberstämme aus der südlich und östlich von Palästina gelegenen Steppe stärker als vorher ins Kulturland vorzudringen und Edom hart zuzusetzen begannen“ herzuleiten.
Merkwürdig und erklärungsbedürftig ist, dass Obadja die Zerstörung des Tempels nicht erwähnt. Auch dabei waren Edomiter beteiligt (vgl. Klgl 4,22  und 3 Esr 4,45). Aber die Zerstörung des Tempels war in Obadjas prophetischer Sicht das Werk JHWHs selbst und wurde nicht den Babyloniern und Edomitern als Verbrechen angelastet – so die Vermutung von Renkema.

##### Spätere Fortschreibungen
In der Regel geht man von mehreren Wachstumsstufen aus. So nimmt etwa Erich Zenger einen in drei Schritten verlaufenden Fortschreibungsprozess an:
- Erste Phase (Obd 2–14.15b EU): Gerichtssprüche gegen Edom. Zenger nimmt eine zeitliche Nähe und Zeitzeugenschaft zur Eroberung Jerusalems durch die Babylonier an und datiert diese Verse in die Zeit zwischen 586 und 550 v. Chr.
- Zweite Phase (Obd 15a.16–18 EU): Mittlerweile hat Edom sein Schicksal ereilt und dient nun allen Völkern als Beispiel göttlichen Gerichts. Der „Tag JHWHs“ ist ein Feuertag; Zion ist der Ort der Rettung für Israel. Mitte 5. Jahrhundert v. Chr.
- Dritte Phase (Obd 19–21 EU): Prosa-Fortschreibung über die Rückkehr der jüdischen Diaspora ins Land Israel. Möglicherweise 4./3. Jahrhundert v. Chr.

Die komplexe Überschrift (Obd 1 ) könnte Elemente aus allen drei Phasen enthalten.

#### Minderheitsmeinung
Eine ältere historisch-kritische Lesart bezieht Obd 11  auf die Eroberung Jerusalems durch Araber und Philister zur Zeit König Jorams von Juda (851–845 v. Chr.). Ernst Sellin und in seinem Gefolge Johannes Theis betrachteten „die nach Edoms Abfall von Juda um 850 vChr (II Kön 8 20–22 ) zwischen Edom und Juda ausgebrochenen Kämpfe als Anlaß für die Entstehung“ der Drohung gegen Edom und „setzen daher die Grundlegung“ der Verse 1–10 um 800 v. Chr. an. Dafür spreche neben der judäischen Herkunft des Propheten, dass Obadja nur die Eroberung und Plünderung der Stadt erwähnt, nicht aber die Zerstörung des Tempels und die Deportation der Bevölkerung, wie sie nach der Eroberung durch die Babylonier erfolgten. Auch zeige das Buch Parallelen zu den Prophetien über Edom bei Amos und Jeremia, zum Beispiel kehren Obadja 1–10 großteils in Jer 49,7–22  wieder. Zudem spreche für eine Datierung im 8. Jahrhundert, „daß der Redaktor des Zwölfprophetenbuches auch Obdja in dieser alten Zeit angesetzt hat“.
Eine Eroberung von Jerusalem durch „Philister und Araber, die neben den Kuschitern wohnen“ zur Zeit der Herrschaft König Jorams wird im (älteren) 2. Buch der Könige nicht erwähnt, wohl aber im (jüngeren) 2. Buch der Chronik, das zur Regierungszeit Jorams Sondergut bietet (2 Chr 21,16–17 ). Hier stellt sich die Frage, wie der historische Wert dieses Sonderguts einzuschätzen ist. Auf welche Quellen konnte der Chronist zurückgreifen abgesehen von der uns bekannten, hauptsächlichen Quelle, den Königsbüchern? Sara Japhet hält in ihrem Kommentarwerk zu den Chronikbüchern die Existenz historischer Quellen für das Sondergut für denkbar, es könne durchaus zur Zeit Jorams Beutezüge von Arabern und Philistern nach Juda gegeben haben. Doch weist sie darauf hin, dass die Aggressoren in 2 Chr 22,1  als hebräisch הַגְּדוּּד haggədûd „die Streifschar“ bezeichnet werden; das deute darauf hin, dass es sich nicht um eine militärische Kampagne, sondern um räuberische Banden gehandelt habe.

## Theologie
Das Obadjabuch befasst sich mit dem Verhältnis von Israel und Edom. Israel ist vom Gericht Gottes getroffen worden, und das Nachbarvolk der Edomiter hat davon in verbrecherischer Weise profitiert. Der Prophet, dessen Denken den Zion und Israel in den Mittelpunkt stellt, erwartet nun, dass auch Edom, wie vorher Israel, von Gottes strafendem Gericht getroffen werde (Tun-Ergehen-Zusammenhang). In den Prophetenbüchern der Hebräischen Bibel gibt es mehrere Texte, die in ähnlicher Weise gegen Edom gerichtet sind: Jes 34 , Jes 63,1–6 , Jer 49 , Ez 35 , Am 1,11–12 , Am 9,11–12 .

## Wirkungsgeschichte

### Inhalt des Buchs
Israel und Edom, personifiziert in dem Brüderpaar Jakob und Esau als den Stammvätern dieser Völker, wurde in der christlichen Theologie zum Paradigma für Erwählung und Verwerfung. Entsprechende Überlegungen finden sich schon bei Paulus von Tarsus (Röm 9 ).
In Obd 20 wird ein Ortsname hebräisch סְפָרַד Səfārad erwähnt; an diesem Ort befinden sich viele exilierte Jerusalemer. Nach Jörg Jeremias ist die historische Identifikation von Sefarad mit der Stadt Sardes in Lydien, der Hauptstadt der persischen Provinz Sparda, gesichert. Die antiken Übersetzer hatten mit diesem Ortsnamen allerdings Schwierigkeiten. Wirkungsgeschichtlich bedeutend war, dass Targum Onkelos Sefarad mit אַסְפַּמְיָה ’Aspanjāh „Hispania“ identifizierte. Die Gleichsetzung von Sefarad und Spanien fand in der jüdischen Exegese weite Verbreitung. Die bereits in der Spätantike bezeugten jüdischen Gemeinden auf der Iberischen Halbinsel lasen in Obd 20 ihre Vorzugsstellung aufgrund hohen Alters, als Empfänger prophetischer Verheißung und ihre besondere Verbindung zu Jerusalem; daraus leitet sich die Selbstbezeichnung als Sefardim ab.

### Legendarische Prophetenbiografie
Obadjas Biografie ist ein Stoff in frühjüdischen Prophetenlegenden. Aus Qumran ist ein „Gebet des Obadja“ in fragmentarischem Zustand erhalten (4Q380), wobei aber offen bleibt, ob es dem Propheten Obadja in den Mund gelegt wurde oder einem anderen Namensträger. Flavius Josephus identifizierte den Propheten Obadja mit dem Palastaufseher Ahabs (1 Kön 18,3–16 ) und dem Mann der Prophetenwitwe (2 Kön 4,1 ), wodurch Obadja zum Schüler von Elija und Elischa werden konnte.
Anders die Obadja-Vita in den griechisch verfassten, legendarischen Prophetenviten (Vitae Prophetarum). Hier werden drei biblische Personen in eins gesetzt:
- der Verfasser des Obadjabuchs,
- der Palastaufseher Ahabs (1 Kön 18,3–16 EU),
- der von König Ahasja ausgesandte Hauptmann 2 Kön 1,13 EU.

Die Tradition, dass Obadja identisch sei mit dem Mann der Prophetenwitwe (2 Kön 4,1 ), kennt auch Petrus Comestor als glaubwürdige jüdische Überlieferung. Obwohl in den biblischen Königsbüchern Elischa der einzige Schüler Elijas ist, geht die Haggada später von vier Schülern Elijas aus: Micha, Jona, Obadja und Elischa.
Die Identifizierung des Propheten Obadja mit dem Palastaufseher Ahabs ist in der jüdischen Tradition breit belegt (z. B. im Babylonischen Talmud (Sanhedrin 39b), und auch Hieronymus kennt sie (Kommentar zu Obd 1).
Der in 2 Kön 1,13  nicht namentlich identifizierte Hauptmann wird, im Gegensatz zum Palastaufseher Ahabs, im Bibeltext nicht als besonders religiös charakterisiert. Er zeichnet sich nur dadurch aus, dass er im Gegensatz zu seinen beiden Vorgängern in der angemessenen Weise mit dem Propheten Elija umgeht. Da er aber Elija bittet, sein Leben zu schonen, ergibt sich eine Parallele, die für die haggadische Exegese (Analogieschluss: Gezara Schawa) die Identifikation mit Ahabs Palastaufseher begründete.
Nach den Vitae Prophetarum starb Obadja eines friedlichen Todes und wurde im Familiengrab in Bethacharam nahe bei Sichem bestattet. Hieronymus kannte eine andere Tradition über das Grab des Propheten Obadja, demnach befand sich dieses in Samaria, hier sei die gemeinsame Grablege von Obadja, Elischa und Johannes dem Täufer. Der jüdische Reisende Petachja von Regensburg besuchte ein Grab des Propheten Obadja in Obergaliläa. Man zeigte ihm dort nahe einem hohen „Vulkanberg“ die Grabstätten von Josua, Kaleb und Obadja; der Reisende notierte dazu: „Schöne Gräber hat man über ihren Mausoleen errichtet.“

### Lexikonartikel
- Walter Dietrich: Obadja/Obadjabuch. In: Theologische Realenzyklopädie (TRE). Band 24, de Gruyter, Berlin / New York 1994, ISBN 3-11-014596-0, S. 715–720.
- Klaus Grünwaldt: Obadja. In: Biographisch-Bibliographisches Kirchenlexikon (BBKL). Band 6, Bautz, Herzberg 1993, ISBN 3-88309-044-1, Sp. 1057–1061 (Artikel/Artikelanfang im Internet-Archive).
- Matthias Köckert: Obadja/Obadjabuch. In: Religion in Geschichte und Gegenwart (RGG). 4. Auflage. Band 6, Mohr-Siebeck, Tübingen 2003, Sp. 442–444.

### Wissenschaftliche Kommentare, Artikel und Monographien
- Alfons Deissler: Zwölf Propheten 2. Obadja, Jona, Micha, Nahum, Habakuk (= Die Neue Echter-Bibel, Band 8). Echter-Verlag, Würzburg 1984, ISBN 3-429-00865-4.
- Jörg Jeremias: Die Propheten Joel, Obadja, Jona, Micha (= Altes Testament Deutsch. Band 24/3 der Neubearbeitung). Vandenhoeck & Ruprecht, Göttingen 2007. ISBN 978-3-525-51242-5.
- Josef Wehrle: Prophetie und Textanalyse. Die Komposition Obadja 1–21 interpretiert auf der Basis textlinguistischer und semiotischer Konzeptionen. Arbeiten zu Text und Sprache im Alten Testament 28. Münchener Universitätsschriften. Eos Verl., St. Ottilien 1987, ISBN 3-88096-528-5.
- Ursula Struppe: Die Bücher Obadja, Jona. Neuer Stuttgarter Kommentar. Altes Testament 24,1. Verl. Kath. Bibelwerk, Stuttgart 1996, ISBN 3-460-07241-5
- Paul R. Raabe: Obadiah. A New Translation with Introduction and Commentary. The Anchor Bible 24D. Doubleday, New York u. a. 1996, ISBN 0-385-41268-1
- Johan Renkema: Obadiah. Historical Commentary on the Old Testament. Peeters, Leuven 2003, ISBN 90-429-1345-2
- Hans Walter Wolff: Obadja und Jona (= Biblischer Kommentar ALtes Testament.  14,3). 3. Aufl., Studienausgabe. Neukirchener Verl., Neukirchen-Vluyn 2004, ISBN 3-7887-2023-9.
- Heinz-Josef Fabry: Habakuk/Obadja (= Herders theologischer Kommentar zum Alten Testament). Herder, Freiburg/Basel/Wien 2018, ISBN 978-3-451-26169-5.
- James D. Nogalski: The books of Joel, Obadiah, and Jonah (= The new international commentary on the Old Testament). William B. Eerdmans Publishing Company, Grand Rapids, Michigan, 2023, ISBN 978-0-8028-6427-7.
- Jörg Jeremias: Zur Theologie Obadjas. Die Auslegung von Jer 49,7–16 durch Obadja. In: Rüdiger Lux, Ernst-Joachim Waschke (Hrsg.): Die unwiderstehliche Wahrheit. Studien zur alttestamentlichen Prophetie (= Arbeiten zur Bibel und ihrer Geschichte. Band 23). Leipzig 2006, S. 269–282.

### Anwendungsbezogene Kommentare
- Otto Wahl: Die Bücher Micha, Obadja und Haggai (= Geistliche Schriftlesung. Erläuterungen zum Alten Testament für die geistliche Lesung 12.). Patmos-Verlag, Düsseldorf 1990, ISBN 3-491-77168-4.
- Martin Holland: Die Propheten Joel, Amos und Obadja. Wuppertaler Studienbibel. AT. Brockhaus, Wuppertal 1991, ISBN 3-417-25220-2.
- Winfried Meißner: Bücher Joel und Obadja. Edition C Bibelkommentar Altes Testament 36. Hänssler, Holzgerlingen 2000, ISBN 3-7751-3354-2